# Mer Tyrrhénienne
Pour les articles homonymes, voir Tyrrhénien.
La mer Tyrrhénienne est une partie de la mer Méditerranée. Elle forme un triangle limité à l'ouest par la Sardaigne, au nord-ouest par la Corse, au nord-est par la péninsule italienne et au sud-est par la Sicile.

## Géographie
L'Organisation hydrographique internationale définit les limites de la mer Tyrrhénienne de la façon suivante :
- dans le détroit de Messine : une ligne joignant l'extrémité nord du cap Paci (38° 15′ 22″ N, 15° 42′ 52″ E) au cap Peloro (38° 16′ 02,8″ N, 15° 39′ 11,71″ E) , l'extrémité est de la Sicile. La côte nord de la Sicile.
- au sud-ouest : la ligne allant du cap Boeo (37° 48′ 07″ N, 12° 25′ 28″ E) (extrémité ouest de la Sicile, ville de Marsala) à l'extrémité sud du cap Teulada (38° 51′ 51″ N, 8° 38′ 43,7″ E) en Sardaigne ;
- dans le détroit de Bonifacio : la ligne joignant l'extrémité ouest du cap Testa (41° 14′ 15″ N, 9° 08′ 17″ E) en Sardaigne à l'extrémité sud-ouest du cap di Feno (41° 23′ 28″ N, 9° 05′ 54,65″ E), en Corse ;
- au nord : une ligne joignant le cap Corse (cap Grosso) (43° 00′ 25,7″ N, 9° 21′ 28,5″ E) à l'Île du Tinetto, (44° 01′ 23,65″ N, 9° 51′ 04,35″ E), passant ensuite par les îles Tino et Palmaria, et allant à la pointe San Pietro, sur la commune de Porto Venere (44° 02′ 53″ N, 9° 49′ 56″ E).

Les côtes, très découpées, sont souvent bordées d'îles. On y trouve de nombreuses stations balnéaires. Pour les Romains, c'est la Tyrrhenum mare, c'est-à-dire « la mer étrusque » ou mer des Tyrrhéniens (Turrēnikon pelagos pour les Grecs).
Profondeur moyenne : 2 000 mètres.
Profondeur maximale : 3 731 mètres.

## Géologie
La mer Tyrrhénienne est un bassin d'arrière-arc qui s'ouvre au Pliocène sous l'effet de la rotation anti-horaire de la micro-plaque apulienne (des Apennins à la mer Adriatique), et du retrait du slab résultant de la subduction de la plaque africaine. L'océanisation y est faible (pas de ride médio-océanique), mais le volcanisme associé est assez actif au Pliocène (partie Nord) et au Quaternaire (partie Sud).

## Îles
Hormis la Corse, la Sardaigne et la Sicile, les principales îles de la mer Tyrrhénienne sont, du nord au sud :
- l'archipel Toscan (Elbe, Giglio, Capraia, Montecristo, Pianosa, Giannutri et Gorgona) ;
- les îles Pontines (Ponza, Ventotene, Zannone, etc.) ;
- les îles Phlégréennes (Ischia, Procida, etc.) ;
- Capri ;
- les îles Éoliennes (Lipari, Salina, Vulcano, Stromboli, etc.) ;
- les îles Égades (Favignana, Marettimo, Levanzo, etc.).